# Гриммер, Герхард
Герхард Гриммер (нем. Gerhard Grimmer; 6 апреля 1943, Гора-Свате-Катержини — 9 октября 2023) — восточногерманский лыжник, двукратный чемпион мира.

## Карьера
На Олимпийских играх 1968 года в Гренобле, занял 29-е место в гонке на 15 км, 15-е место в гонке на 30 км и 7-е место в эстафете.
На Олимпийских играх 1972 года в Саппоро, стал 6-м в эстафете.
На Олимпийских играх 1976 года в Инсбруке, занял 49-е место в гонке на 15 км, 16-е место в гонке на 30 км, 5-е место в гонке на 50 км и стартовал но не финишировал в эстафете.
Особенно успешно Гриммер выступил на чемпионатах мира 1970 и 1974 годов, на которых выиграл 2 золотые, 3 серебряные и 1 бронзовую награды.